# Хромош
Хромош (слч. Hromoš) насељено је мјесто са административним статусом сеоске општине (слч. obec) у округу Стара Љубовња, у Прешовском крају, Словачка Република.

## Становништво
| Година:    | 1994. | 2004.   | 2014.   | 2024.   |
| ---------- | ----- | ------- | ------- | ------- |
| Број људи: | 520   | 527     | 517     | 515     |
| Разлика:   |       | +1,34 % | -1,89 % | -0,38 % |

| Година:    | 2023. | 2024.   |
| ---------- | ----- | ------- |
| Број људи: | 509   | 515     |
| Разлика:   |       | +1,17 % |

Према подацима о броју становника из 2024. године насеље је имало 515 становника.